# Simipercis
Simipercis is een monotypisch geslacht van straalvinnige vissen uit de familie van krokodilvissen (Pinguipedidae).

## Soort
- Simipercis trispinosa Johnson & Randall 2006[2]